# Liberian Agricultural Company Plantation
Liberian Agricultural Company Plantation är en klan i Liberia.   Den ligger i regionen Grand Bassa County, i den centrala delen av landet, 120 km öster om huvudstaden Monrovia.